# کان‌ظفروو
کان‌ظفروو (انگلیسی: Kanzafarovo) یک شهرک در شهرستان زیلایرسکی استان باشقیرستان کشور روسیه است.